# Wadrilltal zwischen Felsenmühle und Grimburg
Das Naturschutzgebiet Wadrilltal zwischen Felsenmühle und Grimburg liegt auf dem Gebiet des Landkreises Trier-Saarburg in Rheinland-Pfalz. Das 211,21 ha große Naturschutzgebiet, das mit Verordnung vom 26. Juli 1999 unter Naturschutz gestellt wurde, erstreckt sich im Wadrilltal südlich und westlich der Ortsgemeinde Grimburg. Die Landesstraße L 147 führt durch den südöstlichen Teil des Gebietes, die B 407 verläuft westlich. Die Grimburg liegt ganz im Süden des Gebietes.